# Мецовон (дим)
Ме́цовон (греч. Δήμος Μετσόβου)  — община (дим) в Греции. Входит в периферийную единицу Янина в периферии Эпир. Население 6196 жителей по переписи 2011 года. Площадь 363,656 квадратного километра. Плотность 17,04 человека на квадратный километр. Административный центр — Мецовон. Димархом на местных выборах 2014 года избран Констандинос Дзафеас (Κωνσταντίνος Τζαφέας).
Община создана в 1946 году (ΦΕΚ 290Α). В 2010 году по программе «Калликратис» (ΦΕΚ 87Α) к общине Мецовон присоединена упразднённая община Эгнатия и сообщество Милея.

## Административное деление
Община (дим) Мецовон делится на три общинные единицы.